# Бор (Сърбия)
Вижте пояснителната страница за други значения на Бор.
Бор (на сръбски: Бор или Bor) е град в Тимошко, Източна Сърбия. Градът е административен център на едноименната община и на Борския окръг, както и индустриален център на региона. Според преброяването на населението през 2002 година Бор има 39 500 жители, а общината – 56 000 души.

## Побратимени градове
- Бар (Черна гора), Черна гора
- Враца, България
- Китуе, Замбия
- Хмелницки Украйна

## Известни личности
- Тея Дора, певица